# Eragrostis trachycarpa
Eragrostis trachycarpa är en gräsart som först beskrevs av George Bentham, och fick sitt nu gällande namn av Karel Domin. Eragrostis trachycarpa ingår i släktet kärleksgrässläktet, och familjen gräs. Inga underarter finns listade i Catalogue of Life.